# Logarit tự nhiên

Đồ thị hàm số của logarit tự nhiên.

Logarit tự nhiên (còn gọi là logarit Nêpe) là logarit cơ số e do nhà toán học John Napier sáng tạo ra. Ký hiệu là: ln(x), loge(x).
Logarit tự nhiên của một số x là bậc của số e để số e lũy thừa lên bằng x. Tức là ln(x)=a ⇔ ea=x. Ví dụ, ln(7.389) bằng 2 vì e2=7.389... Trong đó logarit tự nhiên của e bằng 1 và logarit tự nhiên của 1 bằng 0
Logarit tự nhiên được xác định với mọi số thực a (trừ số 0) là vùng dưới đồ thị {\displaystyle y={1 \over x}} từ 1 đến a. Sự đơn giản của định nghĩa được sánh với các công thức khác kéo theo logarit tự nhiên, dẫn đến thuật ngữ "tự nhiên". Định nghĩa có thể được mở rộng đến số phức, được giải thích dưới đây.
Hàm số của logarit tự nhiên, nếu được coi là hàm số có nghĩa của biến thực, là hàm số của hàm mũ. Điều này dẫn đến sự đồng nhất:
{\displaystyle e^{\ln(x)}=x\qquad {\mbox{khi }}x>0\,\!}
{\displaystyle \ln(e^{x})=x\,\!}
Như tất cả các logarit, logarit tự nhiên biến nhân thành cộng:
{\displaystyle \ln(xy)=\ln(x)+\ln(y)\!\,}
Do đó, hàm số logarit là một hàm số đơn điệu đi từ tập số thực dương dưới phép nhân vào tập số thực dưới phép cộng. Được miêu tả:
{\displaystyle \ln :\mathbb {R} ^{+}\to \mathbb {R} }
Logarit được định nghĩa cho cơ số dương khác 1, không chỉ là số e. Tuy nhiên, logarit của các cơ số khác chỉ khác nhau bởi hàm số nhân liên tục từ logarit tự nhiên và thường được định nghĩa bằng thuật ngữ sau cùng. Logarit được sử dụng để giải các phương trình có số mũ là biến số. Ví dụ, Logarit được sử dụng để tính chu kì bán rã, hằng số phân rã, hoặc thời gian chưa biết trong những vấn đề phân rã chứa mũ. Logarit rất quan trọng trong nhiều lĩnh vực của toán học và khoa học và được sử dụng trong tài chính để giải quyết những vấn đề liên quan đến lãi suất kép.

## Lịch sử
Người đầu tiên đề cập đến logarit tự nhiên là Nicholas Mercator trong tác phẩm Logarithmotechnia được công bố vào năm 1668, mặc dù giáo viên toán John Speidell đã biên soạn một bản về logarit tự nhiên. Ban đầu nó được gọi là logarit hyperbol, vì nó tương ứng với diện tích của một hyperbol. Nó cũng đôi khi được gọi là logarit Nêpe, mặc dù ý nghĩa ban đầu của thuật ngữ này là hơi khác nhau.

## Những định nghĩa

ln(x) được định nghĩa là diện tích dưới đường cong từ 1 đến x.